# Suimanga de Reichenow
El suimanga de Reichenow(Anthreptes reichenowi) és una espècie d'ocell de la família dels nectarínids (Nectariniidae).

## Hàbitat i distribució
Habita boscos del sud-est de Kenya, nord-est de Tanzània i sud de Moçambic.